# Cobra 11
A Cobra 11 egy német televíziós akciófilm-sorozat. A kölni autópálya-rendőrség egyik őrsének munkáját mutatja be. Semir Gerkhan és Victoria Reisinger (korábban Paul Renner; Alex Brandt, Ben Jäger, Frank Stolte, Jan Richter, André Fux, Tom Kranich és Chris Ritter), az autópálya-rendőrség bűnügyi osztályához tartozó két főfelügyelő. Magyarországon az új epizódokat az RTL Klub mutatja be minden vasárnap este hétkor. A korábbi részeket (nem teljes pontossággal) a Sorozat+, az RTL+ közvetíti minden nap és a Cool és a Paramount Network hétköznapokon. Magyarországon a 26 évad vetítése történt meg. A részeket nálunk forgatási sorrendben sugározzák, így előfordulhat, hogy nem a német vetítési sorrend szerint mennek le. A magyar RTL a 3 filmet 27. évadként mutatta be.
A Cobra 11 mint televíziós sorozat megszűnt a koronavírus-járvány, valamint a nézettség drasztikus csökkenésének következtében. A 26. évad után nem sorozatként, hanem eseményfilm-sorozatként folytatódik tovább. Kezdetben három 90 perces film elkészítését tervezték Erdoğan Atalay, Pia Stutzenstein, Patrick Kalupa, Gizem Emre és Nicolas Wolf közreműködésével. 
A filmeket 2022. október 20., október 27. és november 3-án mutatták be német RTL+ streamingoldalon. A három epizód a német RTL-en 2023 januárjában került képernyőre. Magyar bemutatója 2023. május 14-én volt. A három film azonban olyan jó nézettséget hozott a csatornának, hogy úgy döntöttek, hogy mégis folytatják a Cobra 11-et. A hírt a német RTL szóvivője erősítette meg. Arról azonban nincs információ, hogy pontosan mennyi egész estés alkotást rendelnek be. A Cobra 11 folytatása legkorábban 2025-ben kerülhet képernyőre.

## Történet

### 1995: Az elképzelés
1995-ben Hermann Joha, aki az akciófilmekre szakosodott, találta ki a Cobra 11-et. Eredeti címe: Alarm für Cobra 11 – Die Autobahnpolizei. Az eredmény hasonlít az amerikai filmekre. A sorozat története tulajdonképpen két rendőrről szól egy autópálya-szakaszon, az úgynevezett Cobra 11-en, akiknek céljuk, hogy a bűnözést a német autópályákon megállítsák. A nap minden szakában rablókkal, gyilkosokkal, autótolvajokkal, zsarolókkal és csalókkal küzdenek. Gyakran életüket kockáztatják, hogy megóvják az autópályán közlekedők biztonságát. A Cobra 11 ekkor még merőben új típusú sorozat volt, szinte csak elképzelésükben létezett. Először a krimi televíziós műfajára utaltak az írók és a rendezők egyaránt, amely igen népszerű Németországban, és szinte mindenhol.
Németországban 1996. március 12-én, kedden volt a történelmi esemény (más országokban 1997–1998-ban), amikor az első epizódot sugározták.

### 1996: Az első kilenc epizód
1996-ban kezdődött az első szezon forgatása. Kilenc epizódot terveztek, köztük egy duplát Bomba a 92-es kilométerkőnél címmel, amelyek a bevezető részek voltak. A sorozatgyártást a Polyphonia végezte, az ActionConcept pedig megalkotta az epizódok akciójeleneteit, e cégek máig a sorozathoz kapcsolódnak. Az első szezonban a két felügyelő, Frank Stolte és Ingo Fischer voltak. Ez utóbbi szerepét Rainer Strecker alakította, aki úgy döntött, elhagyja a Cobra 11-et a második epizód után, a Végzet rózsái című részben. A következő részben Ingo helyére Erdoğan Atalay érkezett, aki megkapta Semir Gerkhan szerepét a sorozatban (később az egyik fő forgatókönyvírója is lett a sorozatnak).

### 1997–99: André Fux & Semir Gerkhan
1996 az első szezon volt. Ezeket az epizódokat a már korábban említett német televízió, az RTL közvetítette. A nézők száma magas volt: a dupla hosszúságú epizódot körülbelül tízmillió ember látta, míg a többit is mintegy hétmilliónyian. Ennek köszönhetően nagy sikert könyveltek el, és ennek kapcsán az RTL megrendelt további 22 epizódot. 1996 őszén kezdődött a második évad forgatása, amelyet egy évvel később, 1997-ben fejeztek be. Ezeket 1997 tavaszán és őszén, illetve 1998 tavaszán tálalták a nézők elé. A második szezonban egy igen kötött formátum rögzült a szereplőket illetően: a két nyomozó, egy őrsparancsnoknő, egy titkárnő, két egyenruhás kollégájuk és még néhány év múlva a zseniális krimináltechnikus (Hartmut Freund, alakítója Niels Kurvin). Johannes Brandrup, aki Frank Stolte szerepét játszotta, elhagyta a sorozatot, és helyét Mark Keller kapta André Fux szerepében. Az autópálya-rendőrség vezetője Katharina Lamprecht (Almut Eggert) után Anna Engerhardt (Charlotte Schwab) lett, titkárnője pedig Andrea Schäfer (Carina Wiese). A két egyenruhás kolléga szerepét két férfi hozta: Horst Herzberger (Dietmar Huhn) és Dieter Bonrath (Gottfried Vollmer). Elmondásuk szerint már annyira összeszoktak a sorozatban, hogy a mókásabb jeleneteket szinte már saját maguk találják ki, amelyeken ők is igen jól mulatnak.[forrás?]
A forgatás első két évada Berlinben és Brandenburgban zajlott. Az akciójelenetekhez az autópályán rátaláltak egy csodálatos helyre Berlin és Potsdam között, egy falu, Dreilinden közelében, ami része volt az A115-ös autópálya elhagyott útszakaszának. Ezt az autópályát 1940-ben nyitották meg és 1969-ben egy része zárva volt, mert túl közel volt a „vasfüggöny”, ami a két szétszakított országrészt elválasztotta. A kapuit újra 1995-ben nyitotta meg a Cobra 11 forgatásával. A film után a második szezonban, 1997-ben e szakaszon az autópálya mellett lebontottak számos hidat, és hogy a Cobra 11 támogatja ezt, ők is megsemmisítettek egy felüljárót a Méregkeverő című epizódban, amelyet a nézők csak 1998 tavaszán láthattak.
Északra, az A115-ös mentén van a Cobra 11 székhelye. Az épület még mindig ott van, de már régen nem forgatnak ott, mert elköltöztek nyugatra. Berlin északnyugati részén, az A111-es autópálya mentén volt egy étterem, a Stolper Heide, ez volt André és Semir törzshelye a második évadban. Később azonban az éttermet is lebontották.
A nézők száma nagy volt, és az RTL rendelt még 16 új epizódot. A harmadik évad részei Észak-Rajna-Vesztfáliában készültek. Ezen a területen található Köln és Düsseldorf, Németország nyugati részén, ahol már az „új” részeket forgatták.
A 16 új epizód forgatása 1998 februárjában kezdődött el, és 1999 februárjában fejeződött be. 1999 első hetében két epizódot vettek fel Mallorca szigetén, hogy elkerüljék a hőséget, amely akkor Németországban volt. André sorozatbeli halálát is Mallorcán forgatták. A harmadik évad utolsó epizódjában, A győztes magánya címűben André tragikusan elhunyt. Az utolsó résszel összefügg az azelőtti epizód, a Vétlen áldozat, amikor André beépül Carlos Berger fegyverügyleteibe, mivel egy tűzharcban a szemük láttára lelőttek egy kisgyereket az autópálya egyik pihenőjében. Ezeket az epizódokat 1998 őszén és 1999 tavaszán mutatták be.

### 1999–2003: Tom Kranich & Semir Gerkhan
A sorozat ekkor már sikeres és az RTL több újabb epizódot rendelt. A forgatás a negyedik évaddal, 1999 tavaszán kezdődött el, és egészen 2000 teléig tartott. 15 új epizód előzi meg a dupla epizódos Ámokfutás az A/4-esen-t amely René Steinke első megjelenését készítette elő, Tom Kranichként. Így jött létre a híres nyomozó pár, Semir Gerkhan és Tom Kranich, akik 5 évadon át voltak társak. Az Ámokfutás az A/4-esen című epizódot 1999. december 16-án sugározták a televíziók Németországban. Az első tíz epizódot 2000 első három hónapjában, míg a fennmaradó ötöt 2000 novemberében és decemberében vetítette az RTL. Nálunk ezek a részek 2001 tavaszán és őszén, valamint 2002 tavaszán mentek le először.
2000 tavaszán kezdtek el forgatni 16 új epizódot, amit megelőzött egy dupla hosszúságú epizód, a Túszjárat. Ezt a szezont nálunk a televíziók először 2002 őszén és 2003 tavaszán sugározták.
2002 márciusában került sor a hatodik évad leforgatására a Cobra 11 történetében, amelyben 17 epizód készült el, köztük a Pokoli hajsza című rész, amelyben Tomot és Semirt látszólag korrupt rendőrökké teszik, és feltűnik Kai-Uwe Schröder (Markus H. Erberhard), aki tovább színesíti a sorozatot. Németországban az első epizódot 2002 tavaszán, míg az utolsót 2003 tavaszán mutatták be. Az utolsó epizód ebben a szezonban a Búcsú, amelyet itt is megelőz egy ezzel összefüggő epizód, A múlt árnyai, ugyanúgy mint 1999-ben. Mivel Tom a forgatás során többször is életveszélybe került, úgy döntött, hogy egy kis időre kiszáll a Cobra 11-ből, amelyet úgy állítanak be a sorozatban, hogy Tom elveszíti a kedvesét, aki ráadásul állapotos is volt. Szóval Tom 2003 tavaszán egy időre otthagyta az autópálya-rendőrséget.

### 2003–04: Jan Richter & Semir Gerkhan
2003 áprilisában kezdődött meg a hetedik évad forgatása. Egy dupla hosszúságú epizóddal kezdenek, ahol megismerkedünk Christian Oliverrel, akit ez az epizód készít fel az első megjelenésére Jan Richter szerepében, ő új stílust hozott a Cobra 11-be. Játszott különböző szerepeket hollywoodi filmekben Amerikában, de a Cobra 11 volt az igazi élménye a férfinak. Ugyanebben az epizódban tűnik fel egy új szereplő, Hartmut Freund (Niels Kurvin), aki egy igen okos bűnügyi technikust alakít a Cobra 11-ben. A dupla hosszúságú epizódot (Tűzkeresztség) és a többi epizódokat Németországban 2003 őszén és 2004 tavaszán, Magyarországon pedig 2004 őszén mutatták be. 2003 őszén ünnepelte a Cobra 11 csapata a 100. epizódját, amely a Robbanó csapda című epizód volt. Ekkor a nagy ünnepségre összehívták a sorozat volt szereplőit, és természetesen az akkoriakat is.
2004 februárjában elkezdődött a nyolcadik szezon forgatása. Még ebben a szezonban létrehoztak egy kétrészes epizódot. A Holtomiglan, holtodiglan című epizódban Semir és Andrea összeházasodtak. Eléggé mozgalmas esküvő volt, de megtörtént, aminek meg kellett. Az egész szezont a németeknél 2004 őszén mutatta be az RTL, nálunk pedig 2005 tavaszán. Az utolsó epizód befejeztével ebben a szezonban Christian Oliver visszatért Amerikába, hogy több filmben szerepelhessen Hollywoodban.

### 2005–07: Tom Kranich visszatérése
A kilencedik évad forgatása 2005 márciusában kezdődött el. Sok idő múltán most először tért vissza Semir régi-új kollégája, Tom Kranich főfelügyelő. Feladata az lenne, hogy segítsen megtalálni egy férfit, akinek csak ő látta az arcát – a csapatnak muszáj elkapnia, hiszen egy csomagküldő szolgálat furgonjaiba bombát rejtett. Tehát meg kell akadályozniuk, hogy a teherautók felrobbanjanak, ám a zsarolók gyémántokat követelnek. Tom – aki ekkor már gyerekeket oktat – nem szeretne visszatérni, hiszen még mindig fáj neki Elena halála, azonban megígéri volt kollégájának, hogy segít rajtuk. A Régi partner, nem vén partner című részben mutatkozik be és a végén úgy dönt, mégiscsak visszatér hozzájuk és folytatja rendőri pályafutását. Ebben az évben 16 epizódot sikerült leforgatniuk, a fennmaradó hármat 2006 márciusára hagyták, ekkor láthatta azokat a közönség. A rendőrök magánéletét is jobban szemügyre vehetjük, hiszen megismerjük Tom édesapját, Frankie-t. Tom nem tartja vele a kapcsolatot, de az Alma a fájától című adásban elkapja azokat, akik az életére törnek. Ezeket Magyarországon 2007 decemberétől 2008 februárjáig sugározták. A Padlógáz című epizódban egy Forma 1-es versenyautóval is forgattak a német filmesek, amit az akciójelenetekben Adrian Sutil vezetett. Tom az epizód végén kipróbálja a nagy értékű, ellopott járművet. Ugyanakkor meglehetősen furcsa, hogy sem a 2005-ös, sem a 2006-os évadban nem mutattak be dupla hosszúságú epizódokat. Még furcsább, hogy a Cobra 11 történetében ez most fordult elő először és utoljára. 2006-ban 19 rész készült, ám rögtön mögötte áll az 1998-as, 2002-es, 2004-es nyitány is. Az Emlékmás című részben végül Andrea Schäfer (titkárnő, alakítja Carina Wiese) elhagyja a sorozatot, hogy Aidára vigyázzon, aki a Semirrel való szerelmének közös gyümölcse. Ekkor bukkan fel egy új szereplő, Petra Schubert titkárnő, megformálója Martina Hill.

### 2007–08: Chris Ritter & Semir Gerkhan
2007 februárjában kezdődött el a tizenegyedik évad forgatása. Ez az új idény máris dupla epizóddal indít (Egy jó barát halála), amelynek az első felében érzékeny búcsút kell vennünk Tom Kranichtől (René Steinke). Tomot lelőtték azzal a személlyel együtt, akit közben védeni próbált a gyilkosoktól. A gyilkos személy neve Eric. Később Semir megtudja, hogy Eric lőtte le Tomot, így elkapja, de végül Semir lelövi Ericet. Ekkor lépett a sorozatba Chris Ritter főfelügyelő, aki Semir új társa lesz. Az epizód első felétől mindig feltűnik Gedeon Burkhard, akiről először úgy tudjuk, hogy a neve Mark Jäger, és nem a leghelyesebb úton jár, de ő fogja alakítani Chris Ritter főfelügyelőt az autópálya-rendőrségnél, egyszersmind a Cobra 11-ben. Chris a múltban beépített ügynökként dolgozott, de lelepleződött, így az autópályásoknál elfogadja az állást, ahol a karakterét úgy állították be, hogy nehezen illeszkedő típus legyen, és támogatásra van szüksége, nem bizalmatlankodókra. Ezt az állítást igazolta az Egy arc a múltból című epizód. A dupla epizód időtartama során Petra Schubert (Martina Hill) elhagyta a sorozatot, mert szerelmes volt Tomba, aki életét vesztette. A helyére Susanne König (Daniela Wutte) került, aki máig a sorozat titkárnői szerepét látja el. Ez a 15 epizód Németországban 2007 tavaszán és őszén lett bemutatva. Magyarországon a dupla hosszúságú epizódot 2009 februárjában, míg a későbbi epizódokat ugyanezen év júniusáig sugároztak.
A tizenkettedik szezont 2008-ban forgatták le. A 2008-as évad dupla epizóddal kezdődik Rettegő város címmel, ahol megvalósították a Cobra 11 történetében készült legnagyobb robbanást, amikor felrobban az autópálya alatt húzódó gázvezeték. Körülbelül 16 robbanás ment végbe, ahol a légnyomás a magasba emelte a járműveket. Még 2008-ban megtudhatjuk, hogy Chrisnek van egy húga, Jeaninne, aki eddig Londonban élt. Ez az epizód a Bármi áron. A tizenkettedik szezont Németországban 2007 őszén és 2008 tavaszán vetítették, Magyarországon pedig 2009 novemberében. 2008 tavaszán az utolsó epizódban, a Veszélyes játék-ban Chris Ritter meghal. A férfit megölte a kábítószer-csempészek főnöke, Sander Kalvus. Magyarországon ezen epizódokat igen későn, 2010 januárjában vetítették. Így két év után Chris Ritter (Gedeon Burkhard) eltűnik a Cobra 11-ből Semir Gerkhan (Erdoğan Atalay) mellől, aki hű maradt a szerepéhez, így szüksége van egy új társra.

### 2008–13: Ben Jäger & Semir Gerkhan
2008-ban és 2009-ben két új arc jelent meg a Cobra 11-ben. Az első Semir új kollégája, Ben Jäger (Tom Beck), akit frissen neveztek ki az autópálya-rendőrséghez. Ben azért kezdett ennél a rendőrségnél dolgozni, mert vágyott arra, hogy jobb és könnyebb állást találjon magának, ami izgalommal is tölti el. Emiatt kezdetben Semir és Ben nem boldogulnak egymással. Az első epizód 2008 őszén dupla hosszúságú (Koronatanú). Ez az első eset, hogy a Cobra 11 történetében egy évben két 90 perces epizódot készítenek. Az a tanú, akit Berlinbe szállítanak, nem az egyetlen, aki szeretné, hogy Sander Kalvus örökre börtönbe kerüljön. Ő az a gyilkos, aki megölte Semir korábbi kollégáját, Chris Rittert. A szállítás során a két rendőrt többször is megtámadják, mert nem szeretnék, ha a tanú eljutna Berlinbe, és ezzel a radikális környezettel kell megküzdenie Bennek és Semirnek. A tizenharmadik évad során egy második új arcot figyelhetünk meg a Cobra 11-ben: mivel Anna Engelhardt az autópálya-rendőrség vezetője nyugdíjba vonul azt követően, hogy felfedezi, hogy nem bízhat meg egy jó kollégában, sőt egykori szerelmében sem: Az áruló című részben befejezi pályafutását a rendőrségnél, 11 évi főnöki munka után. A helyére Kim Krüger (Katja Woywood) kerül, 2009 legelső, Kábulat című részben, amikor a csapat éppen Susanne ártatlanságát próbálja bebizonyítani egy kényes ügyben. Krügert fentről kioktatják, mit várnak el tőle. Semir és Ben azonnal megpróbálják megváltoztatni, de nem járnak sikerrel. 2009-ben, pontosabban a tavaszi epizódokban egy és ugyanazon részben (Menyasszonytánc) ismerjük meg Ben testvérét, Júliát és édesapját. 
A tizenharmadik-tizennegyedik szezont Németországban 2008 őszén és 2009 tavaszán, Magyarországon 2010 tavaszán, az őszi epizódokat pedig ugyanezen év tavaszán adták a televízióban. 2009 őszén volt a 200. folytatás Németországban: a dupla epizód a Gyilkos vírus, amelyben Ben és Semir egy halálos vírussal fertőződik meg. Semir tisztában van azzal, hogy immáron apa és Andrea már a második gyermekükkel állapotos, így vigyáznia kell, de a baba csak 2010 tavaszán fog megszületni, a Kóma című részben. 2010 januárjában kezdődött el a tizenötödik szezon forgatása, amit dupla epizóddal, a Merénylettel indítottak el. Ebben az epizódban a két felügyelőnek egy hatalmas pusztítással bíró bomba felrobbantását kell megakadályoznia. A sorozat hazájában 2010 őszén mutatták be ezeket az epizódokat, nálunk pedig 2012 tavaszán.

### 2011–12: Horst Herzberger halála és Jenny Dorn érkezése
2011 márciusában a Tekerj az életedért! című részben szerepet kap a 26 éves Jennifer „Jenny” Dorn (Katrin Heß). Jenny jó rendőr, de fiatalságából adódóan, még tapasztalatlan, ezért kéri Bonrath – miután a társa lett a lány – Krüger főnökasszonytól, hogy egyelőre adminisztratív munkákat folytasson, annak ellenére, hogy Jenny vakmerő, és izgalmas bevetéseken szeretne részt venni. Ennek a vágynak máris a bemutatkozása idején, hangot adnak, hiszen a fiatal rendőrnő autós-üldözésben vesz részt. Továbbá bemutatásra kerül Jenny testvére, Patrick, aki sportoló, de doppingügybe keveredik, és a lányra vár a feladat, hogy családtagjának az életét megmentse. A későbbiekben Dieter Bonrath társa lesz. Herzberger felügyelő pedig a szeptemberben adásba kerülő epizódban, a Török kapcsolat címűben életét veszíti. 14 évi forgatás után elhagyja a Cobra 11 csapatát, mert eljött az ideje, hogy nyugdíjba vonuljon a 67 éves Dietmar Huhn. Nagy ünnepséggel búcsúztatták az öreget, pedig már 2002-ben már fölmerült előnyugdíjazásának gondolata. Ebben a dupla epizódban Herzberger már igen magabiztosan hajlik a gondolatra, hogy nyugdíjba vonuljon. Miután az autópálya-rendőrséghez bombát juttattak el a bűnözők, és felrobban, több halottat maga mögött hagyva, Krüger úgy dönt, hogy letartóztatják a gyanúsított török férfit. Amikor ez megtörtént, egy távcsöves puskával a férfit lelövik, majd Ben lesz a következő célpont, amit Herzberger hamarabb észrevesz, megmentve ezzel kollégája életét, viszont elveszítve a sajátját. Csupán az epizód végén Ben idéz hozzá néhány mondatot Isztambulban. Ugyanebben a részben kiderül, hogy Semirnek van egy tízéves kislánya Nazan Wegnertől (Gryllus Dorka), akit a nő eltitkolt előle, holott köztudott, hogy Andrea már a világra hozott neki két kislányt. Ugyanakkor említésre méltó még, hogy a Családi ügy című epizódban újra feltűnik Ben apja, Konrad Jäger, de ezúttal nem mint apa, aki vissza akarja kapni az elrabolt lányát, hanem mint gyilkossággal vádolt, körözött bűnöző. A halál angyalai című, dupla epizódban Oliver Sturm (Oliver Pocher) – aki 2009 óta minden egyes dupla epizódban szerepel -, a világot felvilágosítók vezetője életét veszíti, egy szerb különleges alakulat tagjai végeznek vele, egyik barátja és a két rendőr pedig már holtan találják.

### 2013: André Fux visszatérése és Ben Jäger távozása
A sorozat 17. évének a megünneplésére rendezett összejövetelen hivatalossá vált, hogy Mark Keller, azaz André Fux visszatérő szereplő lesz, akit már az ősszel leadott dupla hosszúságú Féktelenül című epizódban látni lehetett. A rendezők, úgy nyilatkoztak, hogy nagyon érdekesen és izgalmasan építik vissza az 1999-ben tragikusan elhunyt nyomozó karakterét. Abban találtak menekülő utat, hogy a rendőr holttestét akkoriban a tenger mélyén nem találták meg, ugyanakkor André szintén a zenei pályafutása miatt lépett ki az akkor már sikeres sorozatból. André és Semir találkozása nem felhőtlenül történik meg, végtére is Semir életét az utolsó pillanatban menti meg, amikor már semmi esélye sem volt a megmenekülésre. A feltámadás magyarázkodása és számonkérése után Semir szembesül azzal a fájdalmas igazsággal, hogy az egykori társa már nem azokkal az erényekkel rendelkezik, mint régen, hanem a kíméletlen bosszúvágy hajtja, amiért megölték a családját. Sajnos az epizód végén az írók ismét halállal búcsúztatták André Fux karakterét. Mindazonáltal ebben az őszi évadban voltaképpen az epizódok mondanivalója inkább a szereplőkre helyeződik, mert Semir házassága teljesen tönkremegy; hatalmas csalódás éri, Ben élete pedig most kezd beindulni. A 2013 telén Németországban adásba került Nehéz döntés című epizódban Ben Jäger távozik. A sorozatból nem halállal, hanem egyszerű felmondással lép ki, ugyanis rendkívül nagy lelki megpróbáltatás érte a rendőrt, és úgy érzi, hogy a kedvesével, Nina Beckerrel az Egyesült Államokba kell utaznia. Ez a fiatal nő egyébként komoly karrier lehetőséget ajánlott neki az ismerkedésük közben. Elmondása szerint azért nem hosszabbította meg a szerződését, mert több időt szeretne fordítani zenei pályájára, illetve a szerelmi életére.

### 2014–15: Alex Brandt & Semir Gerkhan
2014-től Semir új partnere egy Alexander Brandt (Vinzenz Kiefer) nevű 34 éves rendőrnyomozó. A színész már egyszer feltűnt a sorozat történetében mint Andrea pártfogoltja a Testvéri szeretet epizódban, 2009-ben. A húga is szerepelt már 1999-ben az Árnyékharcosok című epizódban, ahol egy LKA-s rendőrnőt alakított, és Semir segítségére volt az ügy feltárásában. A 2014-es tavaszi évadot szintén dupla hosszúságú Merénylet című 90 perces epizóddal indítják, amiben két megkeseredett karakter találkozik egymással. Semir, akitől Andrea el akar válni, társ nélkül maradt, és már a rendőrségtől is ki akarják rúgni, valamint Alex, aki két év ártatlanul letöltött börtönbüntetést követően szabadul. Alex egy barátját próbálja tisztázni a gyilkosság vádja alól, miközben Semir folyamatosan bűnözőként kezeli, és nem bízik meg benne. A harmincötödik évadban Semir kamaszkorából is kapunk információkat a Régi idők című részben, de az évadban leginkább Alex háttértörténetével, és korábbi letartóztatásának körülményeivel ismerkedünk meg. A következő évad a 90 perces Van igazság című résszel indul, ahol Alex közel kerül egy kisfiúhoz, és végre tisztázódik Alex múltja. Korábbi börtönbüntetését a volt főnökének és pár befolyásos hivatalnoknak köszönhette, akik az igazságszolgáltatás nevében gyilkoltak meg bűnözőket. Az évad további részei is eseménydúsak: Semir a Valóra vált rémálom című részben összejön Andreával, akit később a haláltól kell megmentenie, majd Brüsszelbe is elutazik, hogy megmentse a lányát, Alex pedig a mostohatestvére miatt épül be egy motoros bandába.

### 2015: Dieter Bonrath halála Alex Brandt távozása
A 2015-ös évad számtalan fordulatot és izgalmat hozott a sorozat a Zürös Futam című epizódot Egy DTM német futamon vették fel, ahova Semir és Alex kikapcsolódni érkeztek a pihenésük viszont korántsem tekinthető viharmentesnek ugyanis izgalmak torkollik át. Ugyanakkor Dieter Bonrath (Gottfried Vollmer) mint Jenny néhai társa 18 év után kegyetlen halállal távozik a sorozatól, ugyanis a sorozat készítői kiírták a sorozatból, miután lejárt a szerződése a sorozattal, így nem hosszabitották meg a Szemet Szemért című dupla 90 perces epizóddal egy bosszúálló családapa Jennyt hibáztatja kisfia haláláért, csakhogy egy borzalmas baleset követően a fiatal rendőrnőnek sikerül fedezékbe vonulnia, az öreg felügyelővel viszont brutálisan elbánik az elkövető. Így Jennynek végig kell néznie, ahogy megöli. Herzbergerrel ellentétben ő nem kapott temetést.
A német RTL 2015-ben szerződést bontott Vinzenz Kieferer azaz (Alex Brandt) a sorozat készítői őt hibáztatták a gyenge nézettségi mutatókért, holott köztudott volt, az előző társsal is fokozatosan vesztette el a széria a nézőket. Elgondolkodtató, volt mivel az év tavaszán szerződést fognak a színésszel hosszabbítani, mindenesetre megadták a lehetőséget az esetleges visszatérésre, mivel nem halállal távozott. Az évadzáró Betelt a pohár című részben visszaköszön Alex múltja, és váratlanul felbukkan az apja ami óriási teher a két rendőrre. Egy örült hacker meg akarja ölni, és a végén sikerül is neki. Ez annyira megviseli, úgy dönt, hogy felhagy a rendőri hivatással, így Alex elmegy Rio De Janeiróba hogy megkeresse az igazi anyját

### 2016: Paul Renner & Semir Gerkhan Anna Engelhardt és Frank Stolte visszatérése
Semir nyolcadik társa Paul Renner a 2016 évadban tűnik fel Alex Brandt helyét tölti be.Viszont nincs főfelügyelői rangja csak egy egyszerű rendőr, mint például korábban Richter, Fux és Stolte nyomozók voltak. Első szereplése egy dupla hosszúságú epizódban zajlott le melyben visszatekinthetünk a gyerekkorába amikor elsőként találkozik Semir Gerkhannal. A fiatal Paul segített megfékezni a Semir által üldözötteket azonban ők megpróbálták lelőni a kis Pault, végül Semirnek sikerül az önmagát felelőtlenül veszélybe sodró kisfiú életet megmenteni. Ennek története az Újoncok (2010) epizódba vezethető vissza itt tudhatjuk, meg hogy a rendőrújonc azért választotta ezt a hivatást mert Semir komoly benyomást keltett benne.(Paul a 17-18. évadban fiatal rendőrtanoncként Tacho néven szerepelt, a rendőriskolában ismerte meg Semirt és akkori társát Ben-t.)Paul egyik kedvenc elfoglaltsága a szörfözés, imádja a tengert. Barátnője általában nincs, de Jennyvel is kavart egy kicsit. Karakterének stílusa hasonlít Ben Jäger stílusához, de nem a másolata.

### 2017-2018: Jenny Dorn távozása és visszatérése
Jenny Dorn 2017 végén távozik a sorozatból ideiglenesen, ugyanis Amerikába megy az FBI-hoz képzésre. A Budapesti kalandok részben kiderül, hogy visszatér az autópálya rendőrséghez. Azóta több epizódban is szerepelt.

### 2019: Ben Jäger visszatérése, Paul Renner távozása
Ben Jäger 2019 végén az "Ötvenedik" című epizódban Semir ötvenedik születésnapjára visszatér, hogy jobb kedvre derítse. A sorozat készítői a gyenge nézettség miatt Semir és lányán, Danán kívül mindenkit kiírtak a sorozatból, amit úgy oldottak, meg, hogy a 2019-es évad utolsó epizódjaiban sorra mondanak fel, vagy halnak meg az eddigi főszereplők. Suzanne felmond a "Próbaidőn" című epizódban, Harthmuth is kilép, Paul Renner felmond a "Veszélyben az ara" című epizódban, miután magát okolja, hogy az édesapja nem tudott eljutni Új-Zélandra, és el akarja őt vinni oda, végül az Örökség című epizód végén útra is kel, Kim Krügert megölik szintén az "Örökség" című részben.

### 2020–: Victoria Reisinger & Semir Gerkhan
Első alkalommal fordul elő, hogy Semir társa nő. A 2020-as évadban mutatkozott be Semir kilencedik társaként Victoria Reisinger, aki Paul Renner helyét tölti be. A sorozat teljesen megújult, a régi kapitányság épülete és személyzete is kicserélődött, és modernebbé vált, a sorozat két évada pedig az egyes részek 1-1 bűnügye mellett átívelő történetet kaptak (mind Semir, mind Victoria részéről). 2022-től dupla hosszúságú, másfél órás, filmszerű epizódokban mutatták be az új bűnügyeket.

## Az eltérő, bevezető videóinzert szövege

### Epizód: 1–158 (1996–2006)
Körzetük az autópálya,
tempójuk halálos,
autótolvajok, zsarolók, gyilkosok ellenfelei,
a Cobra 11 emberei éjjel-nappal bevetésre készek
a biztonságunkért.

### Epizód: 159–243 (2007–2012)
Körzetük az autópálya,
tempójuk halálos,
ellenfeleik gyorsak és veszélyesek,
bűnözők határok nélkül,
minden bevetés kész életveszély
a Cobra 11 embereinek.

### Epizód: 244–291 (2013–2017)
Körzetük az autópálya,
tempójuk halálos,
ellenfeleik gyorsak és veszélyesek,
bűnözők határok nélkül,
minden bevetés életveszélyes
a Cobra 11 emberei számára.

### Epizód: 292–364 (2017–2019)
Körzetük az autópálya,
ellenfeleik gyorsak és veszélyesek,
bűnözők határok nélkül,
minden bevetés életveszélyes
a Cobra 11 emberei számára.

### Epizód: 365–378 (2020–)
nincs szöveg

## Autók a Cobra 11-ben
| Eredeti név                                   | Sofőr/szerep                            | Típus/márka                                                        | Meddig                                            |
| --------------------------------------------- | --------------------------------------- | ------------------------------------------------------------------ | ------------------------------------------------- |
| Johannes Brandrup                             | Frank Stolte                            | Audi 100 SAAB 99 BMW E36                                           | 1996                                              |
| Rainer Strecker                               | Ingo Fischer                            | Ford Sierra                                                        | 1996                                              |
| Erdoğan Atalay                                | Semir Gerkhan                           | BMW E36 BMW E46 BMW E90 BMW F30 BMW G20                            | 1996–1998 1999–2006 2006-2012 2012–2019 2020–2021 |
| Mark Keller                                   | André Fux                               | BMW E36 Mercedes-Benz W202                                         | 1997                                              |
| Mark Keller René Steinke Christian Oliver     | André Fux Tom Kranich Jan Richter       | Mercedes-Benz CLK W208                                             | 1998–2003                                         |
| Christian Oliver René Steinke Gedeon Burkhard | Jan Richter Tom Kranich Chris Ritter    | Mercedes-Benz CLK W209                                             | 2004–2007                                         |
| Gedeon Burkhard Tom Beck                      | Chris Ritter Ben Jäger                  | Mercedes-Benz C 350                                                | 2008–2010                                         |
| Tom Beck                                      | Ben Jäger                               | Mercedes-Benz E 500 Coupé                                          | 2010–2013                                         |
| Vinzenz Kiefer                                | Alexander „Alex” Brandt                 | Mercedes-Benz CLA                                                  | 2014–2015                                         |
| Daniel Roesner                                | Paul Renner                             | Mercedes-Benz C-W205                                               | 2015–2019                                         |
| Gottfried Vollmer Dietmar Huhn                | Dieter Bonrath Horst „Hotte” Herzberger | Mercedes W124 Porsche 911 Porsche Cayenne BMW X6 Opel Vectra B     | 1997 1998–2007 2008– 2010 2011                    |
| Katja Woywood                                 | Kim Krüger                              | Mercedes B-klasse Mercedes A-klasse Mercedes GLK Mercedes M-klasse | 2009–2010 2009 2011-2019 2012                     |
| Katrin Heß                                    | Jenny Dorn                              | Opel Vectra B kombi Kia Cee'd Sportswagon BMW 125d F20 M-Sport     | 2013 2015 2015–2019                               |
| Gizem Emre                                    | Dana Wegener Gerkhan                    | BMW 125d F40                                                       | 2019-                                             |
| Pia Stutzenstein                              | Victoria Reisinger                      | Mercedes-Benz C 300                                                | 2020–                                             |

## Szereplők
| Eredeti név                   | Szerepbeli név, foglalkozási köre                                                                    | Magyar hang                                        | Mikor szerepel(t) | Első epizód                                                    | Utolsó epizód                              | A szereplő távozásának oka                                                                                  |
| Főszereplők                   | Főszereplők                                                                                          | Főszereplők                                        | Főszereplők | Főszereplők                                                    | Főszereplők                                | Főszereplők                                                                                                 |
| ----------------------------- | --- | -------------------------------------------------- | --- | -------------------------------------------------------------- | ------------------------------------------ | --- |
| Erdoğan Atalay                | Semir Gerkhan, bűnügyi főfelügyelő                                                                   | Lippai László (1. hang) Seszták Szabolcs (2. hang) | 3. rész óta | Az új kolléga (1996)                                           |                                            | Jelenleg főszereplő                                                                                         |
| Pia Stutzenstein              | Victoria Reisinger, rendőr felügyelő                                                                 | Solecki Janka                                      | 365. rész óta | Az újonc (2020)                                                | ?                                          | Jelenleg főszereplő                                                                                         |
| Patrick Kalupa                | Roman Kramer, bűnűgyi főfelügyelő, a rendőrörs vezetője                                              | Tóth Roland                                        | 365. rész óta | Az újonc (2020)                                                | ?                                          | Jelenleg főszereplő                                                                                         |
| Tesha Moon Krieg Gizem Emre   | Dana Wegener Gerkhan, Semir és Nazan Wegener lánya, rendőr őrmester                                  | Koller Virág (1. hang) Csuha Bori (2. hang)        | 224, 274- | Török kapcsolat (2011) Elrabolva (2014)                        | ?                                          | Jelenleg főszereplő                                                                                         |
| Nicolas Wolf                  | Max Tauber, rendőr őrmester                                                                          | Király Dániel                                      | 365- | Az újonc (2020)                                                | ?                                          | Jelenleg főszereplő                                                                                         |
| Visszatérő szereplők          | |                                                    | |                                                                |                                            | |
| Kerstin Thielemann            | Isolde Maria Schrankmann, Főállamügyésznő                                                            | Illyés Mari (1. hang) Molnár Zsuzsa (2. hang)      | 120, 125, 141, 146, 158, 168, 183, 185, 205, 213, 225, 235, 248, 255, 261, 268, 276, 295, 306, 308, 313, 316, 325, 339, 344 | Ki szelet vet, vihart arat (2004)                              | ?                                          | Visszatérő szereplő az alábbi epizódokban                                                                   |
| Carina Wiese                  | Andrea Schäfer, titkárnő, Semir Gerkhan felesége és közös gyerekeik is vannak                        | Timkó Eszter                                       | 16–204. rész, majd a 224. rész óta                                                                                          | Öngyilkos száguldás (1997)                                     | ?                                          | Koppenhágába költözik a munkája miatt                                                                       |
| Nicole Rusz Pauletta Pollmann | Ayda Gerkhan, Semir lánya                                                                            | Hermann Lilla                                      | 240–258. rész, majd 271. rész óta                                                                                           | Hidegvérrel (2012)                                             | ?                                          | Koppenhágába költözik andreaval együtt                                                                      |
| Lucia Yara Esen Emma Helm     | Lilly Gerkhan, Semir lánya                                                                           |                                                    | 249. rész óta | Hidegvérrel (2012)                                             | ?                                          | Koppenhágába költözik andreaval együtt                                                                      |
| Kilépett szereplők            | |                                                    | |                                                                |                                            | |
| Christopher Patten            | Marc Schaffrath, rendőr felügyelő                                                                    | Gubányi György István                              | 365-378 .rész | Az újonc (2020)                                                | A csapat(2) (2021)                         | Nem tarthat kapcsolatot a régi életével                                                                     |
| Niels Kurvin                  | Hartmut Freund, bűnügyi technikus (KTU) ("Einstein")                                                 | Stern Dániel (1.hang) Renácz Zoltán (2. hang)      | 98–361. rész | Tűzkeresztség (2003)                                           | Rendőrsztori (2019)                        | Nem rögtön derül ki, de a Tehetetlenség című részben kiderül, hogy jól menő Startup vállalkozást indított.  |
| Lion Wasczyk                  | Finn Bartels, rendőr őrmester                                                                        | Berkes Bence                                       | 300–362. rész | Apám nyomában (2016)                                           | Veszélyben az ara (2019)                   | Nincs oka egyszerűen eltünik                                                                                |
| Daniel Roesner                | Tacho, újonc Paul Renner, bűnügyi főfelügyelő                                                        | Előd Botond (Tacho) Moser Károly (Paul)            | 214. rész, majd 292–364. rész                                                                                               | Újoncok (2010) Bármi áron (2016)                               | Örökség(2) (2019)                          | A beteg édesapjával egy hajóval Új-Zélandra mennek mielőtt teljesen leépülne                                |
| Katja Woywood                 | Kim Krüger, bűnügyi főtanácsos, A Düsseldorf-i autópályarendőrség vezetője kölni rendőr-főkapitány † | Bertalan Ágnes                                     | 189-364. rész | Kábulat (2009)                                                 | Örökség(2) (2019)                          | Halál |
| Daniela Wutte                 | Lena Weber , Susanne König, titkárnő                                                                 | Pap Katalin                                        | 158-361. rész | Egy Jóbarát halála (2007)                                      | Rendőrsztori (2019)                        | Felmondás                                                                                                   |
| Katrin Heß                    | Jennifer „Jenny” Dorn, bűnügyi felügyelő                                                             | Vadász Bea                                         | 217-330. rész, majd 337-364. rész                                                                                           | Tekerj az életedért! (2011) Budapesti kalandok (2018)          | A vér szava (2017) Örökség(2) (2019)       | Az Egyesült Államokba utazik továbbképzésre az FBI-hoz.                                                     |
| Vinzenz Kiefer                | Alexander „Alex” Brandt, bűnügyi főfelügyelő                                                         | Dányi Krisztián                                    | 261-291. rész | Merénylet (2014)                                               | Betelt a pohár (2015)                      | Brazíliába megy, hogy megkeresse a valódi anyját                                                            |
| Tom Beck                      | Ben Jäger, bűnügyi főfelügyelő                                                                       | Varga Rókus                                        | 180–260. rész, majd a 355. epizódban                                                                                        | A koronatanú (2008)                                            | Nehéz döntés (2013) Az ötvenedik (2019)    | A kedvesével az Egyesült Államokba távozott, hogy zenei pályafutását fellendítse De egy epizódban visszatér |
| Gedeon Burkhard               | Chris Ritter, bűnügyi főfelügyelő †                                                                  | Viczián Ottó                                       | 158–179. rész | Egy jó barát halála (2007)                                     | Veszélyes játék (2008)                     | Halál |
| René Steinke                  | Tom Kranich, bűnügyi főfelügyelő †                                                                   | Selmeczi Roland                                    | 48-97., majd 126-158. rész                                                                                                  | Ámokfutás az A/4-en (1999) Régi partner nem vén partner (2005) | Búcsú (2003) Egy jó barát halála (2007)    | Először a szerelme elvesztése miatt, majd a visszatérése után halál                                         |
| Mark Keller                   | André Fux, bűnügyi felügyelő †                                                                       | Schnell Ádám                                       | 10–47. rész, majd a 254. epizódban                                                                                          | Örökös rendelésre (1997) Féktelenül (2013)                     | A győztes magánya (1999) Féktelenül (2013) | Halottnak hitték, de a 18. évad 1. epizódjában visszatér                                                    |
| Rainer Strecker               | Ingo Fischer, bűnügyi felügyelő †                                                                    | Bozsó Péter                                        | 1. és 2. rész | Bomba a 92-es kilométerkőnél (1996)                            | A végzet rózsái (1996)                     | Halál |
| Johannes Brandrup             | Frank Stolte, bűnügyi felügyelő                                                                      | Haás Vander Péter, Petridisz Hrisztosz             | 1–9. rész, majd a 310. epizódban                                                                                            | Bomba a 92-es kilométerkőnél (1996)                            | Végállomás (1996) Kockázat (2016)          | Sokáig ismeretlen volt távozásának oka, de a Kockázat című részben kiderül, hogy átment a BKA-hoz           |
| Christian Oliver              | Jan Richter, bűnügyi felügyelő                                                                       | Zámbori Soma                                       | 98–125. rész | Tűzkeresztség (2003)                                           | Irdatlan iramban (2004)                    | Nincs oka, bár beszélnek róla, mégsem derül ki                                                              |
| Oliver Pocher                 | Oliver Sturm, „Sturmi” „A világot felvilágosítók vezetője” †                                         | Csőre Gábor (1. hang) Markovics Tamás (2. hang)    | 195, 210, 223, 239 | Gyilkos vírus (2009)                                           | A halál angyalai (2012)                    | A felsorolt epizódokban visszatérő szereplő, de az utolsóban halál                                          |
| Martina Hill                  | Petra Schubert, titkárnő                                                                             | Törtei Tünde                                       | 144–158. rész | Emlékmás (2006)                                                | Egy jó barát halála (2007)                 | Tom Kranich halála miatt                                                                                    |
| Gottfried Vollmer             | Dieter Bonrath, Rendőr őrmester †                                                                    | Garai Róbert                                       | 16–276. rész | Öngyilkos száguldás (1997)                                     | Szemet Szemért (1) (2015)                  | Halál |
| Dietmar Huhn                  | Horst „Hotte“ Herzberger, rendőrfelügyelő †                                                          | Teizi Gyula                                        | 10–223. rész | Örökös rendelésre (1997)                                       | Török kapcsolat (2011)                     | Halál |
| Charlotte Schwab              | Anna Engelhardt, az autópálya-rendőrség volt vezetője ("Főnök")                                      | Bessenyei Emma                                     | 16–186. rész, majd a 292. és a 299. epizódban                                                                               | Öngyilkos száguldás (1997) Bármi áron (2016)                   | Az áruló (2008) A főnök (2016)             | Egy csalódást követően nyugdíjba vonul, később két epizód erejéig visszatér                                 |
| Almut Eggert                  | Katharina Lamprecht, az autópálya-rendőrség első vezetője                                            | Tóth Judit                                         | 1–15. rész | Bomba a 92-es kilométerkőnél (1996)                            | Az elveszett kislány (1997)                | Nincs oka                                                                                                   |
| Markus H. Eberhard            | Kai-Uwe Schröder, híres büféskocsit üzemeltet                                                        | Albert Péter                                       | 84–154. rész | Pokoli hajsza (2002)                                           | Az őrület határán (2006)                   | Nincs oka                                                                                                   |
| Nina Weniger                  | Regina Christmann, titkárnő                                                                          | Somlai Edina                                       | 10–15. rész | Örökös rendelésre (1997)                                       | Az elveszett kislány (1997)                | Nincs oka                                                                                                   |
| Sven Riemann                  | Manfred Meier-Hofer, rendőrtiszt                                                                     | Anger Zsolt                                        | 10-15. rész | Örökös rendelésre (1997)                                       | Az elveszett kislány (1997)                | Nincs oka                                                                                                   |

## Cobra 11-es DVD-k
| Magyarul                                                   |
| ---------------------------------------------------------- |
| Bomba a 92-es kilométerkőnél (már nem kapható a boltokban) |
| Ámokfutás az A4-en (már nem kapható a boltokban)           |
| Túszjárat (már nem kapható a boltokban)                    |
| Cobra 11 – 1. díszdoboz (1-15. rész)                       |
| Cobra 11 – 2. díszdoboz (16-30. rész)                      |

## Cobra 11 más országokban és csatornákon
- Ausztria: ORF
- Horvátország: RTL Televizija
- Csehország: TV Nova
- Észtország: TV3, TV6
- Franciaország: TF1, Télé Monte Carlo
- Németország: RTL Television
- Olaszország: Rai 2, AXN
- Egyesült Királyság: BBC, ITV
- Lengyelország:TVP
- Románia: Pro Cinema AXN
- Magyarország: RTL, Cool TV, Sorozat+, Paramount Network
- Spanyolország: Cuatro
- Görögország: Alpha TV
- Svájc: TSR
- Szlovákia: TV Markíza
- Hollandia: RTL 7

## Nézettség
2014 áprilisában Magyarország legnézettebb sorozatai közé tartozott a teljes lakosság körében. A 18–49 éves korosztály között pedig az 1. helyet foglalta el.